# Nordmann (band)
Nordmann is een Belgische jazzrockband.
De band werd opgericht in 2012 en won datzelfde jaar de Muziekmozaïek Award. In 2014 won de band de zilveren medaille op Humo's Rock Rally.
In 2014 verscheen een eerste ep met drie nummers. Het volwaardige debuutalbum werd een jaar later uitgebracht.
Nordmann speelde onder meer op Pukkelpop.

## Discografie
Discografie van Nordmann:
- Nordmann (2014 - EP)
- Alarm! (2015)
- The Boiling Ground (2017)
- The Law  (2018 - EP)
- In Velvet  (2020)